# Жамбыл (Тарбагатайский район)
Жамбыл (каз. Жамбыл) — село в Тарбагатайском районе Восточно-Казахстанской области Казахстана. Входит в состав Куйганского сельского округа. Код КАТО — 635851300.

## Население
В 1999 году население села составляло 818 человек (410 мужчин и 408 женщин). По данным переписи 2009 года, в селе проживали 494 человека (260 мужчин и 234 женщины).